# فرودگاه آبی اسکلتن لیک
فرودگاه آبی اسکلتن لیک (به انگلیسی: Skeleton Lake Water Aerodrome) یک فرودگاه همگانی است که یک باند فرود آب دارد. این فرودگاه در کشور کانادا قرار دارد و در ارتفاع ۲۸۰ متری از سطح دریا واقع شده است.